# Bengt Ekerot
Nils Bengt Folke Ekerot (født 8. februar 1920 i Stockholm, død 26. november 1971 samme sted) var en svensk skuespiller og instruktør, der er bedst kendt for sin rolle som Døden i Ingmar Bergmans Det syvende segl (1957). I filmen portrætterede han Døden som en almindelig mand med mørk kappe over hovedet, hvilket var en fælles beslutning mellem Ekerot og Bergman.
Ekerot døde af lungekræft den 26. november 1971. Han ligger begravet på Skogskyrkogården i Stockholm.

## Udvalgt filmografi
- Livet som indsats (1940)
- Jøsses, sikke mange penge (1940)
- Veritas forhekser byen (1941)
- Snaphaner (1941)
- Flammer i mørket (1942, ukrediteret)
- Familien Larsson (1942)
- Man glemmer ingenting (1942, ukrediteret)
- Når ungdommen vågner (1943)
- Sonja (1943)
- Tre sønner (1945)
- Fram för lilla Märta (1945, ukrediteret)
- 13 stole (1945, ukrediteret)
- Brita i storbyen (1946)
- Dynamit (1947)
- Filmen om Marianne (1953, ukrediteret)
- Sceningång (1956, også instruktør)
- Det syvende segl (1957)
- Tyvernes glade dage (1958)
- Ansigtet (1958)
- Teatermysteriet (1960)
- Myten (1966)
- Her har du dit liv (1966)
- Livet er dødskønt (1967)
- Ole Dole Doff (1968)
- Stuegang (1968)